# Derbi palmesano
Se conoce como derbi de Palma o derbi palmesano a la rivalidad existente entre el RCD Mallorca y el CD Atlético Baleares, clubes de la ciudad de Palma de Mallorca (Baleares, España).

## Historia
Ambos clubes son, con diferencia, los más antiguos de la capital de la isla de Mallorca (el resto fueron fundados a partir de mediados de los años 60) y han tenido una enconada rivalidad a partir de la extracción social de sus respectivos fundadores. Mientras el RCD Mallorca (entonces llamado Real Sociedad Alfonso XIII FC) era considerado el equipo de los poderosos, el CD Atlético Baleares (entonces Baleares FC) nació a partir de sectores obreros y trabajadores de la ciudad. Este carácter se encuentra muy diluido en la actualidad y sendas aficiones son mucho más heterogéneas que en sus inicios, pero el carácter fundacional sigue estando muy presente a la hora de definir la rivalidad entre sendos grupos de seguidores.
Su rivalidad se ha mantenido muy viva a pie de calle, a pesar de encontrarse sendos clubes a niveles deportivos muy distintos a partir de los años 60 y muy especialmente desde los años 80, cuando el RCD Mallorca dio un salto cualitativo y pasó a ser un asiduo de Primera y Segunda División y el CD Atlético Baleares permanecía en Segunda B y Tercera División.
Su primer enfrentamiento tuvo lugar el 13 de marzo de 1921 entre el segundo equipo del Alfonso XIII FC y el titular del Baleares FC en el campo de Buenos Aires, propiedad de los alfonsinos. El encuentro acabó antes de tiempo enmedio de una batalla campal entre jugadores y público por medio, cuando los alfonsinos ganaban por 2 goles a 1.
La rivalidad se ha mantenido a lo largo de casi un siglo a través de los sucesivos nombres de sendos clubes. Por parte de los mallorquinistas, RS Alfonso XIII FC (de 1916 a 1931), CD Mallorca (1931-1949) y RCD Mallorca (desde 1949). Por parte de los balearicos, Baleares FC (de 1920 a 1942) y CD Atlético Baleares (desde 1942).
A nivel supramunicipal, durante un tiempo sendos clubes compartieron rivalidad con un tercer equipo: el CD Constancia de la población vecina de Inca, sobre todo hasta los años 60. En el resto de islas del archipiélago balear los principales rivales fueron la SD Ibiza (de la capital pitiusa, Ibiza) y la UD Mahón (de la capital de Menorca). El salto deportivo mencionado que el RCD Mallorca dio a partir de los años 60 redujo todas estas rivalidades a la mínima expresión, salvo con el CD Atlético Baleares.
El último derbi, jugado en 2018 en Segunda División B, despertó una gran expectación y demostró que la rivalidad sigue muy viva, llegando incluso a llamar la atención de la prensa internacional.

## Enfrentamientos en liga
Solo se mencionan los enfrentamientos entre primeros equipos. Por tanto no se han incluido los enfrentamientos del CD Atlético Baleares contra el filial mallorquinista, primero Mallorca Atlético y actualmente RCD Mallorca B.
| Temporada | Categoría                     | Campo | Vuelta | Local | Resultado | Visitante | Incidencias |
| --------- | ----------------------------- | --- | --- | --- | --- | --- | --- |
| 1923-24   | Campeonato de Mallorca        | Buenos Aires | 1ª vuelta | RS Alfonso XIII FC | 4 – 1 | Baleares FC | Sin incidencias |
| 1923-24   | Campeonato de Mallorca        | Son Canals | 2ª vuelta | Baleares FC | 0 – 1 | RS Alfonso XIII FC | Sin incidencias |
| 1924-25   | Campeonato de Mallorca        | Buenos Aires | 1ª vuelta | RS Alfonso XIII FC | 1 – 0 | Baleares FC | Sin incidencias |
| 1924-25   | Campeonato de Mallorca        | Son Canals | 2ª vuelta | Baleares FC | 2 – 0 | RS Alfonso XIII FC | Sin incidencias |
| 1925-26   | Campeonato de Mallorca        | Son Canals | 1ª vuelta | Baleares FC | 1 – 2 | RS Alfonso XIII FC | Sin incidencias |
| 1925-26   | Campeonato de Mallorca        | Buenos Aires | 2ª vuelta | RS Alfonso XIII FC | -- | Baleares FC | No se disputó al escindirse la competición a mitad de temporada. El Baleares FC abandonó la Federación Balear                   |
| 1926-27   | Campeonato de Mallorca        | Son Canals | 1ª vuelta | Baleares FC | 0 – 1 | RS Alfonso XIII FC | Sin incidencias |
| 1926-27   | Campeonato de Mallorca        | Buenos Aires | 2ª vuelta | RS Alfonso XIII FC | 3 – 0 | Baleares FC | Sin incidencias |
| 1927-28   | Campeonato de Mallorca        | No se disputó al escindirse la competición antes de iniciarse la temporada. La RS Alfonso XIII FC abandonó la Federación Balear | No se disputó al escindirse la competición antes de iniciarse la temporada. La RS Alfonso XIII FC abandonó la Federación Balear | No se disputó al escindirse la competición antes de iniciarse la temporada. La RS Alfonso XIII FC abandonó la Federación Balear | No se disputó al escindirse la competición antes de iniciarse la temporada. La RS Alfonso XIII FC abandonó la Federación Balear | No se disputó al escindirse la competición antes de iniciarse la temporada. La RS Alfonso XIII FC abandonó la Federación Balear | No se disputó al escindirse la competición antes de iniciarse la temporada. La RS Alfonso XIII FC abandonó la Federación Balear |
| 1928-29   | Campeonato de Mallorca        | Son Canals | 1ª vuelta | Baleares FC | 2 – 3 | RS Alfonso XIII FC | Sin incidencias |
| 1928-29   | Campeonato de Mallorca        | Buenos Aires | 2ª vuelta | RS Alfonso XIII FC | 2 – 0 | Baleares FC | Sin incidencias |
| 1929-30   | Campeonato de Mallorca        | Son Canals | 1ª vuelta | Baleares FC | 0 – 4 | RS Alfonso XIII FC | Sin incidencias |
| 1929-30   | Campeonato de Mallorca        | Buenos Aires | 2ª vuelta | RS Alfonso XIII FC | 4 – 1 | Baleares FC | Sin incidencias |
| 1930-31   | Campeonato de Mallorca        | Buenos Aires | 1ª vuelta | RS Alfonso XIII FC | 2 – 0 | Baleares FC | Sin incidencias |
| 1930-31   | Campeonato de Mallorca        | Son Canals | 2ª vuelta | Baleares FC | 1 – 0 | RS Alfonso XIII FC | Sin incidencias |
| 1931-32   | Campeonato de Mallorca        | Buenos Aires | 1ª vuelta | CD Mallorca | 1 – 1 | Baleares FC | Sin incidencias |
| 1931-32   | Campeonato de Mallorca        | Son Canals | 2ª vuelta | Baleares FC | 2 – 1 | CD Mallorca | Sin incidencias |
| 1932-33   | Campeonato de Mallorca        | Buenos Aires | 1ª vuelta | CD Mallorca | 4 – 1 | Baleares FC | Sin incidencias |
| 1932-33   | Campeonato de Mallorca        | Son Canals | 2ª vuelta | Baleares FC | 1 – 1 | CD Mallorca | Sin incidencias |
| 1933-34   | Campeonato de Mallorca        | Son Canals | 1ª vuelta | Baleares FC | 1 – 0 | CD Mallorca | Sin incidencias |
| 1933-34   | Campeonato de Mallorca        | Buenos Aires | 2ª vuelta | CD Mallorca | 1 – 1 | Baleares FC | Sin incidencias |
| 1934-35   | Campeonato de Mallorca        | Son Canals | 1ª vuelta | Baleares FC | 2 – 0 | CD Mallorca | Sin incidencias |
| 1934-35   | Campeonato de Mallorca        | Buenos Aires | 2ª vuelta | CD Mallorca | 0 – 2 | Baleares FC | Sin incidencias |
| 1935-36   | Campeonato de Mallorca        | Buenos Aires | 1ª vuelta | CD Mallorca | 2 – 2 | Baleares FC | Sin incidencias |
| 1935-36   | Campeonato de Mallorca        | Son Canals | 2ª vuelta | Baleares FC | 1 – 0 | CD Mallorca | Sin incidencias |
| 1936-37   | Campeonato de Mallorca        | Buenos Aires | 1ª vuelta | CD Mallorca | 7 – 1 | Baleares FC | Sin incidencias |
| 1936-37   | Campeonato de Mallorca        | Son Canals | 2ª vuelta | Baleares FC | 2 – 4 | CD Mallorca | Sin incidencias |
| 1937-38   | Campeonato de Mallorca        | Buenos Aires | 1ª vuelta | CD Mallorca | 2 – 1 | Baleares FC | Sin incidencias |
| 1937-38   | Campeonato de Mallorca        | Son Canals | 2ª vuelta | Baleares FC | 1 – 1 | CD Mallorca | Sin incidencias |
| 1938-39   | Campeonato de Mallorca        | El CD Mallorca no compitió esta temporada al tener gran parte de su plantilla movilizada en la Guerra Civil                     | El CD Mallorca no compitió esta temporada al tener gran parte de su plantilla movilizada en la Guerra Civil                     | El CD Mallorca no compitió esta temporada al tener gran parte de su plantilla movilizada en la Guerra Civil                     | El CD Mallorca no compitió esta temporada al tener gran parte de su plantilla movilizada en la Guerra Civil                     | El CD Mallorca no compitió esta temporada al tener gran parte de su plantilla movilizada en la Guerra Civil                     | El CD Mallorca no compitió esta temporada al tener gran parte de su plantilla movilizada en la Guerra Civil                     |
| 1939-40   | Campeonato de Mallorca        | Son Canals | 1ª vuelta | Baleares FC | 2 – 4 | CD Mallorca | Sin incidencias |
| 1939-40   | Campeonato de Mallorca        | Buenos Aires | 2ª vuelta | CD Mallorca | 3 – 0 | Baleares FC | Sin incidencias |
| 1940-41   | Primera Regional de Mallorca  | Buenos Aires | 1ª vuelta | CD Mallorca | 2 – 1 | Baleares FC | Sin incidencias |
| 1940-41   | Primera Regional de Mallorca  | Son Canals | 2ª vuelta | Baleares FC | 1 – 3 | CD Mallorca | Sin incidencias |
| 1941-42   | Primera Regional de Mallorca  | Son Canals | 1ª vuelta | Baleares FC | 2 – 3 | CD Mallorca | Sin incidencias |
| 1941-42   | Primera Regional de Mallorca  | Buenos Aires | 2ª vuelta | CD Mallorca | 1 – 0 | Baleares FC | Sin incidencias |
| 1942-43   | Primera Regional de Mallorca  | Son Canals | 1ª vuelta | At. Baleares | 3 – 3 | CD Mallorca | Sin incidencias |
| 1942-43   | Primera Regional de Mallorca  | Buenos Aires | 2ª vuelta | CD Mallorca | 6 – 1 | At. Baleares | Sin incidencias |
| 1943-44   | Tercera División, grupo IV    | Buenos Aires | 1ª vuelta | CD Mallorca | 1 – 1 | At. Baleares | Sin incidencias |
| 1943-44   | Tercera División, grupo IV    | Son Canals | 2ª vuelta | At. Baleares | 0 – 2 | CD Mallorca | Sin incidencias |
| 1948-49   | Tercera División, grupo III   | El Fortín | 1ª vuelta | CD Mallorca | 2 – 1 | At. Baleares | Sin incidencias |
| 1948-49   | Tercera División, grupo III   | Son Canals | 2ª vuelta | At. Baleares | 2 – 0 | CD Mallorca | Sin incidencias |
| 1951-52   | Segunda División, grupo II    | Son Canals | 1ª vuelta | At. Baleares | 0 – 2 | RCD Mallorca | Sin incidencias |
| 1951-52   | Segunda División, grupo II    | El Fortín | 2ª vuelta | RCD Mallorca | 2 – 0 | At. Baleares | Sin incidencias |
| 1952-53   | Segunda División, grupo II    | El Fortín | 1ª vuelta | CD Mallorca | 1 – 1 | At. Baleares | Sin incidencias |
| 1952-53   | Segunda División, grupo II    | Son Canals | 2ª vuelta | At. Baleares | 1 – 1 | RCD Mallorca | Sin incidencias |
| 1954-55   | Tercera División, grupo VIII  | El Fortín | 1ª vuelta | RCD Mallorca | 3 – 2 | At. Baleares | Sin incidencias |
| 1954-55   | Tercera División, grupo VIII  | Son Canals | 2ª vuelta | At. Baleares | 1 – 2 | RCD Mallorca | Sin incidencias |
| 1955-56   | Tercera División, grupo VIII  | Son Canals | 1ª vuelta | At. Baleares | 3 – 2 | RCD Mallorca | Sin incidencias |
| 1955-56   | Tercera División, grupo VIII  | Lluís Sitjar | 2ª vuelta | RCD Mallorca | 2 – 2 | At. Baleares | Sin incidencias |
| 1956-57   | Tercera División, grupo VIII  | Lluís Sitjar | 1ª vuelta | RCD Mallorca | 1 – 1 | At. Baleares | Sin incidencias |
| 1956-57   | Tercera División, grupo VIII  | Son Canals | 2ª vuelta | At. Baleares | 0 – 3 | RCD Mallorca | Sin incidencias |
| 1957-58   | Tercera División, grupo VIII  | Son Canals | 1ª vuelta | At. Baleares | 1 – 2 | RCD Mallorca | Sin incidencias |
| 1957-58   | Tercera División, grupo VIII  | Lluís Sitjar | 2ª vuelta | RCD Mallorca | 1 – 1 | At. Baleares | Sin incidencias |
| 1958-59   | Tercera División, grupo VIII  | Lluís Sitjar | 1ª vuelta | RCD Mallorca | 1 – 0 | At. Baleares | Sin incidencias |
| 1958-59   | Tercera División, grupo VIII  | Son Canals | 2ª vuelta | At. Baleares | 0 – 0 | RCD Mallorca | Sin incidencias |
| 1975-76   | Tercera División, grupo III   | Estadio Balear | 1ª vuelta | At. Baleares | 3 – 1 | RCD Mallorca | Sin incidencias |
| 1975-76   | Tercera División, grupo III   | Lluís Sitjar | 2ª vuelta | RCD Mallorca | 0 – 0 | At. Baleares | Sin incidencias |
| 1976-77   | Tercera División, grupo III   | Estadio Balear | 1ª vuelta | At. Baleares | 2 – 0 | RCD Mallorca | Sin incidencias |
| 1976-77   | Tercera División, grupo III   | Lluís Sitjar | 2ª vuelta | RCD Mallorca | 1 – 1 | At. Baleares | Sin incidencias |
| 1977-78   | Segunda División B, grupo II  | Estadio Balear | 1ª vuelta | At. Baleares | 2 – 1 | RCD Mallorca | Sin incidencias |
| 1977-78   | Segunda División B, grupo II  | Lluís Sitjar | 2ª vuelta | RCD Mallorca | 1 – 0 | At. Baleares | Sin incidencias |
| 1978-79   | Tercera División, grupo V     | Estadio Balear | 1ª vuelta | At. Baleares | 0 – 0 | RCD Mallorca | Sin incidencias |
| 1978-79   | Tercera División, grupo V     | Lluís Sitjar | 2ª vuelta | RCD Mallorca | 2 – 1 | At. Baleares | Sin incidencias |
| 1979-80   | Tercera División, grupo VIII  | Estadio Balear | 1ª vuelta | At. Baleares | 0 – 2 | CD Mallorca | Sin incidencias |
| 1979-80   | Tercera División, grupo VIII  | Lluís Sitjar | 2ª vuelta | RCD Mallorca | 1 – 1 | At. Baleares | Sin incidencias |
| 2017-18   | Segunda División B, grupo III | Son Malferit | 1ª vuelta | At. Baleares | 0 – 0 | CD Mallorca | Sin incidencias |
| 2017-18   | Segunda División B, grupo III | Son Moix | 2ª vuelta | RCD Mallorca | 3 – 2 | At. Baleares | Sin incidencias |

## Enfrentamientos en Copa del Rey
Solo se mencionan los enfrentamientos entre primeros equipos. Por tanto no se han incluido los enfrentamientos del CD Atlético Baleares contra el filial mallorquinista, primero Mallorca Atlético y actualmente RCD Mallorca B.
| Temporada | Eliminatoria  | Campo          | Vuelta        | Local        | Resultado | Visitante    | Incidencias     |
| --------- | ------------- | -------------- | ------------- | ------------ | --------- | ------------ | --------------- |
| 1948-49   | 1ª ronda      | El Fortín      | Partido único | CD Mallorca  | 1 – 0     | At. Baleares | Sin incidencias |
| 1986-87   | 1/16 de final | Estadio Balear | Partido único | At. Baleares | 2 – 4     | RCD Mallorca | Sin incidencias |

## Otros enfrentamientos
Solo se mencionan los enfrentamientos entre primeros equipos. Por tanto no se han incluido los enfrentamientos del CD Atlético Baleares contra el filial mallorquinista, primero Mallorca Atlético y actualmente RCD Mallorca B.
| Temporada | Torneo                                 | Campo           | Vuelta          | Local              | Resultado | Visitante    | Incidencias                                                     |
| --------- | -------------------------------------- | --------------- | --------------- | ------------------ | --------- | ------------ | --------------------------------------------------------------- |
| 1921      | Copa Ayuntamiento de Palma de Mallorca | Buenos Aires    | Vuelta única    | RS Alfonso XIII FC | 4 – 0     | Baleares FC  | Competición organizada por el Ayuntamiento de Palma de Mallorca |
| 1933-34   | Copa Presidente de la República        | Son Canals      | 1ª vuelta       | Baleares FC        | 1 – 3     | CD Mallorca  | Sin incidencias                                                 |
| 1933-34   | Copa Presidente de la República        | Buenos Aires    | 2ª vuelta       | CD Mallorca        | 4 – 0     | Baleares FC  | Sin incidencias                                                 |
| 1934-35   | Copa Presidente de la República        | Buenos Aires    | 1ª vuelta       | CD Mallorca        | 1 – 1     | Baleares FC  | Sin incidencias                                                 |
| 1934-35   | Copa Presidente de la República        | Son Canals      | 2ª vuelta       | Baleares FC        | 3 – 3     | CD Mallorca  | Sin incidencias                                                 |
| 1935-36   | Copa Presidente de la República        | Son Canals      | 1ª vuelta       | Baleares FC        | 0 – 0     | CD Mallorca  | Sin incidencias                                                 |
| 1935-36   | Copa Presidente de la República        | Buenos Aires    | 2ª vuelta       | CD Mallorca        | 1 – 1     | Baleares FC  | Sin incidencias                                                 |
| 1937-38   | Liga Mallorca                          | Son Canals      | 1ª vuelta       | Baleares FC        | 0 – 6     | CD Mallorca  | Sin incidencias                                                 |
| 1937-38   | Liga Mallorca                          | Buenos Aires    | 2ª vuelta       | CD Mallorca        | --        | Baleares FC  | Suspendido por retirada del CD Mallorca de la competición       |
| 1939-40   | Liga Mallorca                          | Buenos Aires    | 1ª vuelta       | CD Mallorca        | 1 – 1     | Baleares FC  | Sin incidencias                                                 |
| 1939-40   | Liga Mallorca                          | Son Canals      | 2ª vuelta       | Baleares FC        | 1 – 5     | CD Mallorca  | Sin incidencias                                                 |
| 1940-41   | Liga Mallorca                          | Son Canals      | 1ª vuelta       | Baleares FC        | 0 – 6     | CD Mallorca  | Sin incidencias                                                 |
| 1940-41   | Liga Mallorca                          | Buenos Aires    | 2ª vuelta       | CD Mallorca        | 5 – 1     | Baleares FC  | Sin incidencias                                                 |
| 1952-53   | Copa RFEF                              | El Fortín       | 2ª ronda ida    | RCD Mallorca       | 4 – 2     | Baleares FC  | Sin incidencias                                                 |
| 1952-53   | Copa RFEF                              | Son Canals      | 2ª ronda vuelta | Baleares FC        | 1 – 1     | RCD Mallorca | Sin incidencias                                                 |
| 1971      | Trofeo Nicolás Brondo                  | Estadio Balear  | Partido único   | At. Baleares       | 0 – 1     | RCD Mallorca | Sin incidencias                                                 |
| 1972      | Trofeo Nicolás Brondo                  | Estadio Balear  | Partido único   | At. Baleares       | 1 – 4     | RCD Mallorca | Sin incidencias                                                 |
| 1984      | Trofeo Nicolás Brondo                  | Estadio Balear  | Partido único   | At. Baleares       | 0 – 1     | RCD Mallorca | Sin incidencias                                                 |
| 1985      | Trofeo Nicolás Brondo                  | Estadio Balear  | Partido único   | At. Baleares       | 1 – 2     | RCD Mallorca | Sin incidencias                                                 |
| 1993      | Amistoso                               | Estadio Balear  | Partido único   | At. Baleares       | 0 – 6     | RCD Mallorca | Conmemoración 50 años fusión CD Atlético Baleares               |
| 1994      | Trofeo Nicolás Brondo                  | Estadio Balear  | Partido único   | At. Baleares       | 1 – 1 (*) | RCD Mallorca | Sin incidencias                                                 |
| 2008      | Trofeo Illes Balears                   | Bintaufa, Mahón | Semifinales     | RCD Mallorca       | 4 – 2     | At. Baleares | Sin incidencias                                                 |

(*) Ganado por el RCD Mallorca por penaltis.